# FNDC4
FNDC4 (англ. Fibronectin type III domain containing 4) – білок, який кодується однойменним геном, розташованим у людей на 2-й хромосомі. Довжина поліпептидного ланцюга білка становить 234 амінокислот, а молекулярна маса — 25 159.
| 10         |  | 20         |  | 30         |  | 40         |  | 50         |
| ---------- |  | ---------- |  | ---------- |  | ---------- |  | ---------- |
| MPSGCHSSPP |  | SGLRGDMASL |  | VPLSPYLSPT |  | VLLLVSCDLG |  | FVRADRPPSP |
| VNVTVTHLRA |  | NSATVSWDVP |  | EGNIVIGYSI |  | SQQRQNGPGQ |  | RVIREVNTTT |
| RACALWGLAE |  | DSDYTVQVRS |  | IGLRGESPPG |  | PRVHFRTLKG |  | SDRLPSNSSS |
| PGDITVEGLD |  | GERPLQTGEV |  | VIIVVVLLMW |  | AAVIGLFCRQ |  | YDIIKDNDSN |
| NNPKEKGKGP |  | EQSPQGRPVG |  | TRQKKSPSIN |  | TIDV       |  |            |

A: Аланін

C: Цистеїн

D: Аспарагінова кислота

E: Глутамінова кислота

F: Фенілаланін

G: Гліцин

H: Гістидин

I: Ізолейцин

K: Лізин

L: Лейцин

M: Метіонін

N: Аспарагін

P: Пролін

Q: Глутамін

R: Аргінін

S: Серин

T: Треонін

V: Валін

W: Триптофан

Локалізований у мембрані.